# 李士莊
李士莊（1952年—），加拿大政治人物，2001年至2013年間以卑詩自由黨黨員身份擔任卑詩省議會議員，先後代表智利域—蘇馬斯選區和智利域選區，期間曾在省長金寶爾內閣中先後擔任小型商業及經濟發展廳長（2004年-2005年）和公共安全及法務廳長（2005年-2008年）。在此之前，他曾任卑詩省智利域區議員和長官。

## 生平
李士莊生於卑詩省菲沙河谷智利域，為當地一家乳牛場的合夥人，並任職地產經紀和管有一家土地發展公司。他從1984年-87年間出任智利域區議員，1987年勝出智利域長官補選，此後任職當地長官至1999年。他於1997年聯邦大選中代表加拿大自由黨競逐菲沙河谷選區議席，但不敵改革黨候選人施察奧。
2001年省選，他代表卑詩自由黨競逐新設的智利域—蘇馬斯選區議席並告當選，首度晉身省議會，2004年1月則獲省長金寶爾任命為小型企業及經濟發展廳長。他於2005年省選連任，後於金寶爾內閣中調任公共安全及法務廳長。
他任職智利域長官期間涉嫌從一項土地交易中得益，遂從2008年3月末起接受特別檢控官調查。他於同月28日辭去廳長職務，其廳長委任狀則於同年4月1日以樞密令撤銷。調查於2010年6月完結，特別檢控官指沒有證據顯示李士莊利用其長官身份促進他的個人利益。
李士莊於2009年省選在重新創設的智利域選區連任省議員，2010年10月則獲金寶爾任命為合併銷售稅信息議會秘書，在2011年銷售稅制公投舉行前為省府護航。簡蕙芝於2011年3月繼任省長後，委派李士莊出任省長議會秘書，而他亦成為庫務委員會和政策及優先事項委員會成員。
2012年8月，他宣布不會在翌年省選競逐連任，2013年5月省議員任期屆滿時卸任。2014年3月，省府宣布委派李士莊領導防震應變諮詢研究，年薪最高達14萬元。在反對黨批評下，自由黨省府撤回該項任命。
他於1973年與馬蒂（Mattie）結婚，兩人育有六名子女。

## 外部連結
- （英文）卑詩省議會網站 李士莊議員簡介 （页面存档备份，存于）